# Eurya ovatifolia
Eurya ovatifolia är en tvåhjärtbladig växtart som beskrevs av Ho Tseng Chang. Eurya ovatifolia ingår i släktet Eurya och familjen Pentaphylacaceae. Inga underarter finns listade i Catalogue of Life.